# Dụ ngôn Hai người mắc nợ

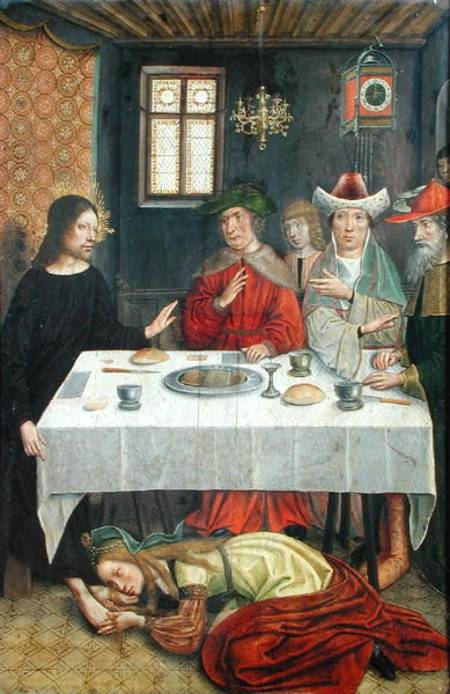

Dụ ngôn Hai người mắc nợ là một dụ ngôn của Chúa Giêsu xuất hiện trong Phúc âm Luca 7:36-50. Chúa Giêsu sử dụng câu chuyện về hai người mắc nợ này để giải thích cho người Pharisee lý do tại sao mà ngài cho phép một người phụ nữ tội lỗi chạm vào cơ thể mình, vì theo quan điểm Do Thái giáo, người ta không tiếp xúc, nói chuyện hay đụng chạm với người tội lỗi vì sợ bị ô uế. Mặc dù dụ ngôn này cũng đề cập đến hai người mắc nợ, nhưng đừng nhầm lẫn với dụ ngôn Tên mắc nợ không biết thương xót.

## Tường thuật
| “                                                                  | Có người thuộc nhóm Pharisêu mời Đức Giêsu dùng bữa với mình. Đức Giêsu đến nhà người Pharisêu ấy vào bàn ăn. Và kìa một phụ nữ vốn là người tội lỗi trong thành, biết được Người đang dùng bữa tại nhà ông Pharisêu, liền đem theo một bình bạch ngọc đựng dầu thơm. Chị đứng đằng sau, sát chân Người mà khóc, lấy nước mắt mà tưới ướt chân Người. Chị lấy tóc mình mà lau, rồi hôn chân Người và lấy dầu thơm mà đổ lên. Thấy vậy, ông Pharisêu đã mời Người liền nghĩ bụng rằng: "Nếu quả thật ông này là ngôn sứ, thì hẳn phải biết người đàn bà đang đụng vào mình là ai, là thứ người nào: một người tội lỗi!". Đức Giêsu lên tiếng bảo ông: "Này ông Simon, tôi có điều muốn nói với ông!". Ông ấy thưa: "Dạ, xin Thầy cứ nói". Đức Giêsu nói: "Một chủ nợ kia có hai con nợ: một người nợ năm trăm quan tiền, một người nợ năm chục. Vì họ không có gì để trả, nên chủ nợ đã thương tình tha cho cả hai. Vậy trong hai người đó, ai mến chủ nhiều hơn". Ông Simon đáp: "tôi thiết tưởng là người đã được tha nhiều hơn". Đức Giêsu bảo: "Ông xét đúng lắm". Rồi quay lại phía người phụ nữ, Người nói với ông Simon: "Ông thấy người phụ nữ này chứ? Tôi vào nhà ông: nước lã, ông cũng không đổ lên chân tôi, còn chị ấy đã lấy nước mắt tưới ướt chân tôi, rồi lấy tóc mình mà lau. Ông đã chẳng hôn chào tôi được một cái, còn chị ấy từ lúc vào đây, đã không ngừng hôn chân tôi. Dầu ôliu, ông cũng không đổ lên đầu tôi, còn chị ấy thì lấy dầu thơm mà đổ lên chân tôi. Vì thế, tôi nói cho ông hay: tội của chị rất nhiều, nhưng đã được tha, bằng cớ là chị đã yêu mến nhiều. Còn ai được tha ít thì yêu mến ít". Rồi Đức Giêsu nói với người phụ nữ: "Tội của chị đã được tha rồi". Bấy giờ những người đồng bàn liền nghĩ bụng: "Ông này là ai mà lại tha được cả tội?" Nhưng Đức Giêsu nói với người phụ nữ: "Lòng tin của chị đã cứu chị. Chị hãy đi bình an". | ” |
| — Luca 7:36-50, Bản dịch của Nhóm Phiên dịch Các giờ kinh Phụng vụ | |   |

Một đồng quan trong dụ ngôn này là mang giá trị tiền lương của một ngày công. Theo truyền thống Giáo hội Công giáo Rôma, người phụ nữ tội lỗi trong dụ ngôn được cho là Maria Mađalêna, mặc dù giáo hội Chính Thống giáo và Tin Lành không đồng ý với quan điểm này.

## Luận giải
Không có ý trực tiếp tấn công, nhưng Chúa Giêsu đã giải nghĩa cho ông Simon và những người đồng bàn tiệc về dụ ngôn này nhằm thể hiện mối quan tâm của Thiên Chúa trước những người tội lỗi ăn năn hối cải. Thiên Chúa luôn tha thứ cho những ai lầm lỗi trở về với ngài. Nhưng tự bản thân người tội lỗi sẽ cảm nghiệm được tình yêu của Thiên Chúa dành cho họ qua câu kết luận dụ ngôn: "kẻ được tha nhiều thì yêu mến nhiều".